# 喬登·奈特
喬登·奈特（Jordan Nathaniel Marcel Knight，1970年5月17日—），出生在伍斯特，是美國的一位歌手、詞曲作家、演員。他是偶像團體街頭頑童的成員，也發行過自己的專輯。